# Caborrius (Rivert)
Caborrius és un paratge format per antics camps de conreu actualment abandonats del terme municipal de Conca de Dalt, a l'antic terme de Toralla i Serradell, al Pallars Jussà, en territori que havia estat del poble de Rivert.
Està situat a l'esquerra del barranc de Rivert, prop del límit meridional del terme municipal. És a llevant dels Obacs i al nord-oest de les Planes.

## Etimologia
Segons Joan Coromines, l'origen de Caborrius es troba en caput rivi (cap de riu), passat, en aquest cas, al plural.